# Linden (Bochum)
Linden ist ein Stadtteil im Südwesten von Bochum. Die ehemalige selbständige Gemeinde „Linden“ wurde im Jahr 1921 zuerst in die neue Gemeinde Linden-Dahlhausen und 1929 mit dieser zusammen nach Bochum eingemeindet. Linden liegt im Süden der Stadt entlang einer alten Handelsstraße bzw. der heutigen Landesstraße 651, die weiter südlich die Ruhr nach Hattingen überquert. Zu den ältesten Relikten gehört der Horkenstein.

Bochum und Linden, Karte von Le Coq, 1805

## Geschichte
Die erste urkundliche Erwähnung von Linden als in villa Linninun findet sich um das Jahr 890 bzw. 900 im Heberegister der Reichsabtei Werden (Werdener Urbar A), welches viele Bauerschaften (villae) im Borahtron-Gau auflistete. Um 1050 wurde der Ort Lindinon, um 1150 de Linnen, 1412 in Lynden und 1519 ter Lynden im Werdener Urbar genannt. Vor und um 1220 als Lindene in den Vogteirollen des Stifts Essen geführt. In der 1. Hälfte des 15. Jahrhunderts wurde der Hof Papen gůt to Lynden in einem Heberegister erwähnt. Im Jahr 1841 erscheint der heutige Ortsname Linden in einer Ortschaftstabelle.
Die Deutung des Ortsnamens ist unklar. Der Name könnte mit einen an einer Linde vorbeifließenden Bach umschrieben werden, oder mit einen wenig Wasser führenden oder nicht stetig fließenden Bach benannt werden.
Linden gehörte im Spätmittelalter und der Frühen Neuzeit in eigener Bauerschaft (Lynden) im Amt Blankenstein und Gericht Hattingen zur Grafschaft Mark. Laut dem Schatzbuch der Grafschaft Mark von 1486 hatten die 32 Steuerpflichtigen Hofbesitzer in der Bauerschaft zwischen zwei oirt und sechs Goldgulden an Abgabe zu leisten. Darunter drei Höfe mit Abgaben an das Stift Essen. Laut Dienstgeldregister des Hauses Blankenstein von 1685 wurden zwei Hofbesitzer in der Linder Burschafft mit Albus-Beträgen besteuert. Wie sein Nachbarstadtteil Dahlhausen war Linden ursprünglich landwirtschaftlich geprägt. Beide Ortschaften avancierten später zum ersten größeren Kohlerevier der heutigen Stadt Bochum. Viele kleine Stollenzechen konsolidierten mit fortschreitender Technik zu großen Bergwerken wie zum Beispiel die Zeche Baaker Mulde, Zeche Friedlicher Nachbar oder Zeche Hasenwinkel.
Zwischen 1819 und 1870 stieg die Einwohnerschaft von 400 auf 2600 an. Im Jahr 1885 hatte die Gemeinde (plus 5 Wohnplätze) eine Fläche von 4,34 km², davon 301 ha Ackerland, 21 ha Wiesen und 30 ha Holzungen. Es gab 344 Wohngebäude mit 788 Haushaltungen und 4214 Einwohner.
Die katholische Liebfrauenkirche wurde von 1865 bis 1866 von dem Barmer Architekten Gerhard August Fischer errichtet und bis 1901 von Hilger Hertel d. J. erweitert. Die evangelische Christuskirche wurde 1874 bis 1877 nach Plänen des Wittener Baumeisters Friedrich Ellinghaus gebaut; sie brannte in den letzten Tagen des Zweiten Weltkriegs aus und wurde von 1950 bis 1953 wiedererrichtet. Im Jahr 1876 wurde der Linden-Dahlhauser Turnverein gegründet. 1885 wurde das St. Josefs-Hospital Bochum-Linden eröffnet, 1897 das Evangelische Krankenhaus. Der Linden-Dahlhauser Schwimmverein 1921 wurde 1921 gegründet.
Ehemals eine Gemeinde im Kreis Hattingen, bildete Linden 1921 zusammen mit Dahlhausen die neue Gemeinde Linden-Dahlhausen, die am 1. August 1929 nach Bochum eingemeindet wurde. Die Königsstraße wurde 1929 in Hattinger Straße umbenannt.

## Bevölkerung
Am 31. Dezember 2024 lebten 13.905 Einwohner in Linden.
Strukturdaten der Bevölkerung in Linden:
- Minderjährigenquote: 14,8 % [Bochumer Durchschnitt: 15,2 % (2024)]
- Altenquote (60 Jahre und älter): 34,9 % [Bochumer Durchschnitt: 29,3 % (2024)]
- Ausländeranteil: 9,3 % [Bochumer Durchschnitt: 17,0 % (2024)]
- Arbeitslosenquote: 6,2 % [Bochumer Durchschnitt: 8,9 % (2017)]

## Persönlichkeiten
Zu den Persönlichkeiten zählte der Geheime Sanitätsrat Ferdinand Krüger. Der Arbeiterdichter Heinrich Kämpchen war hauptberuflich Bergmann auf Zeche Hasenwinkel. Der in Linden geborene  Journalist und Schriftsteller Wilhelm Herbert Koch schuf die Figur des Kumpel Anton.

## Infrastruktur
Entlang der Hattinger Straße befinden sich heute eine Vielfalt von Einzelhandelsgeschäften, die katholische Liebfrauenkirche, die evangelische Christuskirche und der Marktplatz. Nahe am Ortskern befindet sich das Südbad mit Hallenbad und Außenbecken.
Zur Infrastruktur gehörten auch zwei Krankenhäuser. Das St. Josefs-Hospital Bochum-Linden wurde 1885 eröffnet und war ein Krankenhaus der Allgemeinversorgung, seit 2018 ist das Krankenhaus jedoch geschlossen. Das andere, zur Evangelischen Stiftung Augusta zählende Krankenhaus ist inzwischen auf Gerontologie spezialisiert.
Durch Linden führen die Straßenbahnlinien 308 und 318 von Gerthe bzw. Bochum Hauptbahnhof nach Hattingen und Dahlhausen, betrieben durch die Bogestra. In Ergänzung dazu verkehrt im Bereich Linden die Buslinie 357, die ebenfalls eine Verbindung zum Bahnhof in Dahlhausen ermöglicht.

## Medien
Für Linden und Dahlhausen hat sich eine Stadtteilzeitung, namens VorOrt, etabliert.

## Sport
In Linden haben folgende Sportvereine ihre Spielstätten:
Der Budo Sportclub Linden e. V. 83 trainiert die Budo-Sportarten Judo, Karate und Jiu Jitsu an der Hattinger Straße 817.
Der SV Waldesrand Linden hat seinen Namen von der Lage der benachbarten Siedlung am Rande des Weitmarer Holzes.
Mit dem SV Linden Dalhausen 1922 gibt es einen Schachverein, der im Gemeindehaus der katholischen Gemeinde Liebfrauen an der Hattinger Straße spielt.
Die SG Linden-Dahlhausen entstand 1998 aus dem VfB Linden und der SG Bochum-Süd. Letzte wiederum war 1972 aus zwei namhaften Vereinen entstanden, dem SC Dahlhausen und dem MBV Linden 05, der in den 1930er-Jahren dreimal am Aufstieg in die Gauliga Westfalen, der damals höchsten Spielklasse, scheiterte. Die SG LiDa teilt sich die Spielstätte Lewacker in Linden-Mitte mit dem SC Amacspor Dahlhausen.
Der CSV Sportfreunde Linden (bis zu seiner Umbenennung 2010 DJK Sportfreunde Linden) ist der Verein der katholischen Kirchengemeinde und spielt wie auch die DJK Adler Dahlhausen auf der Platzanlage In der Hei an der Hasenwinkeler Straße, wo früher der SC Dahlhausen bzw. SG Bochum-Süd zuhause waren. In der Hei liegt in einer Schlucht auf der Ortsgrenze zwischen Linden und Dahlhausen und wurde auf dem Gelände der einstigen Müllkippe der beiden Gemeinden, direkt neben der Schachtanlage Hasenwinkel, angelegt.

## Bilder

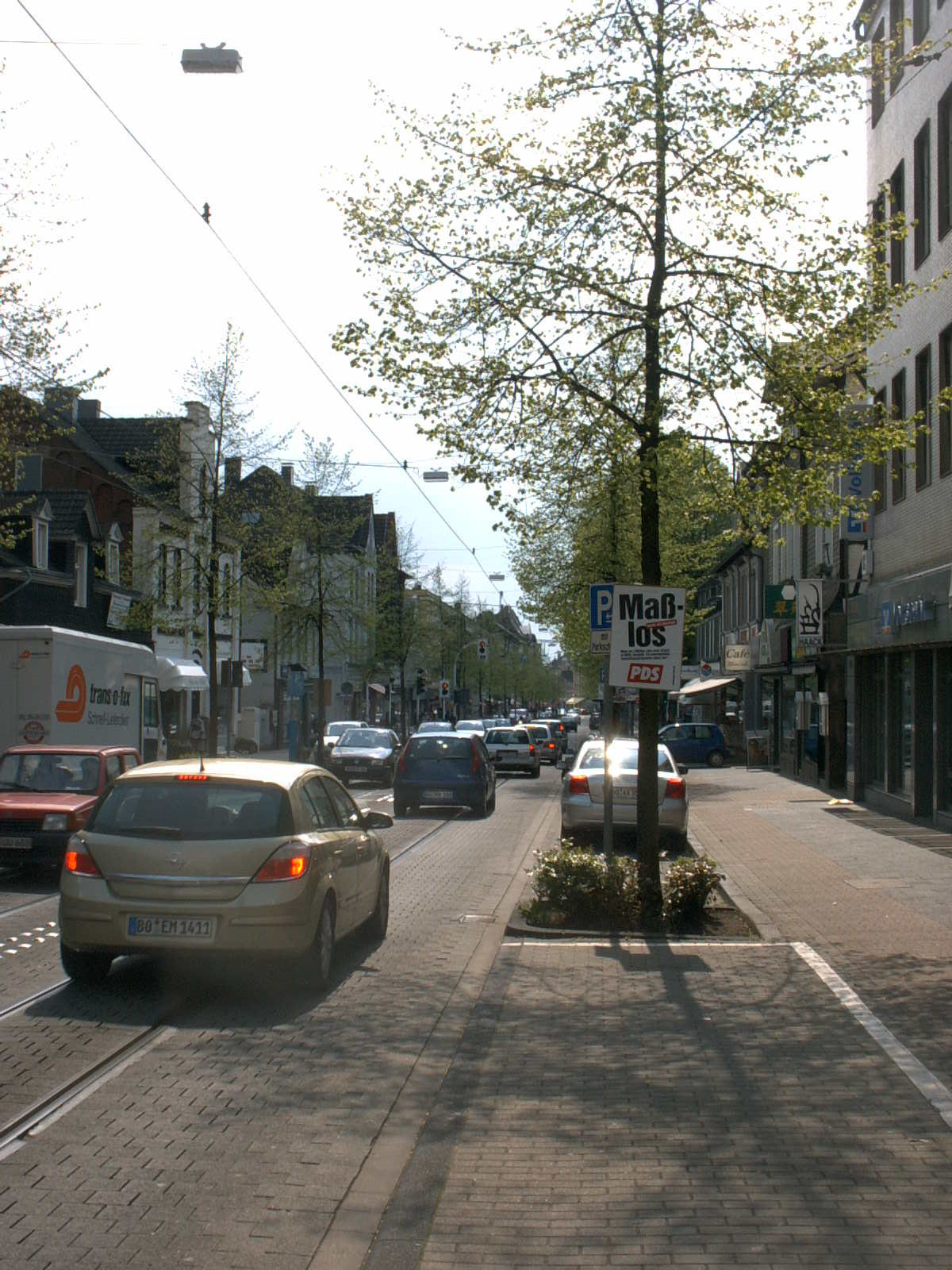
Hattinger Straße
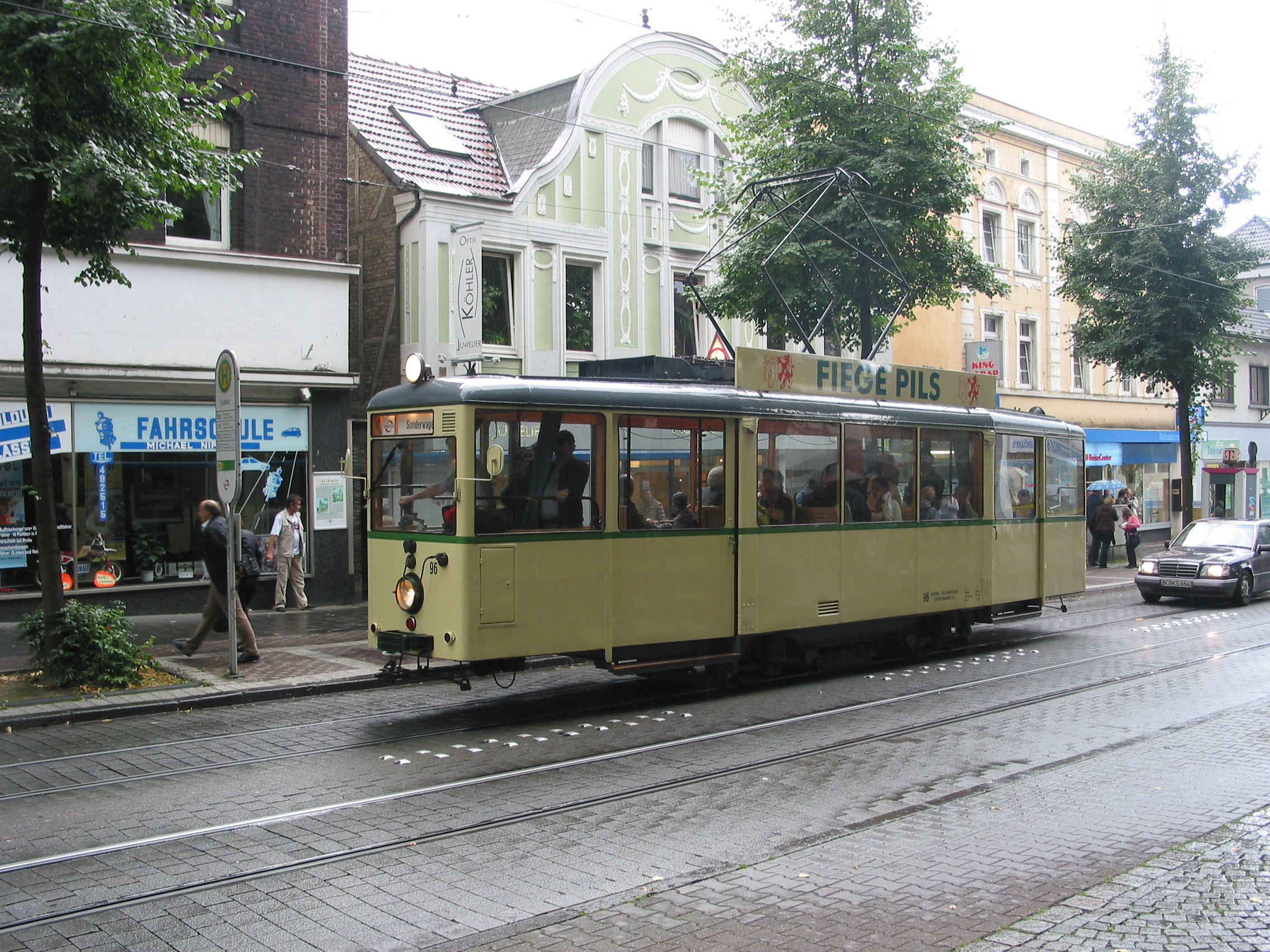
Historische Straßenbahn
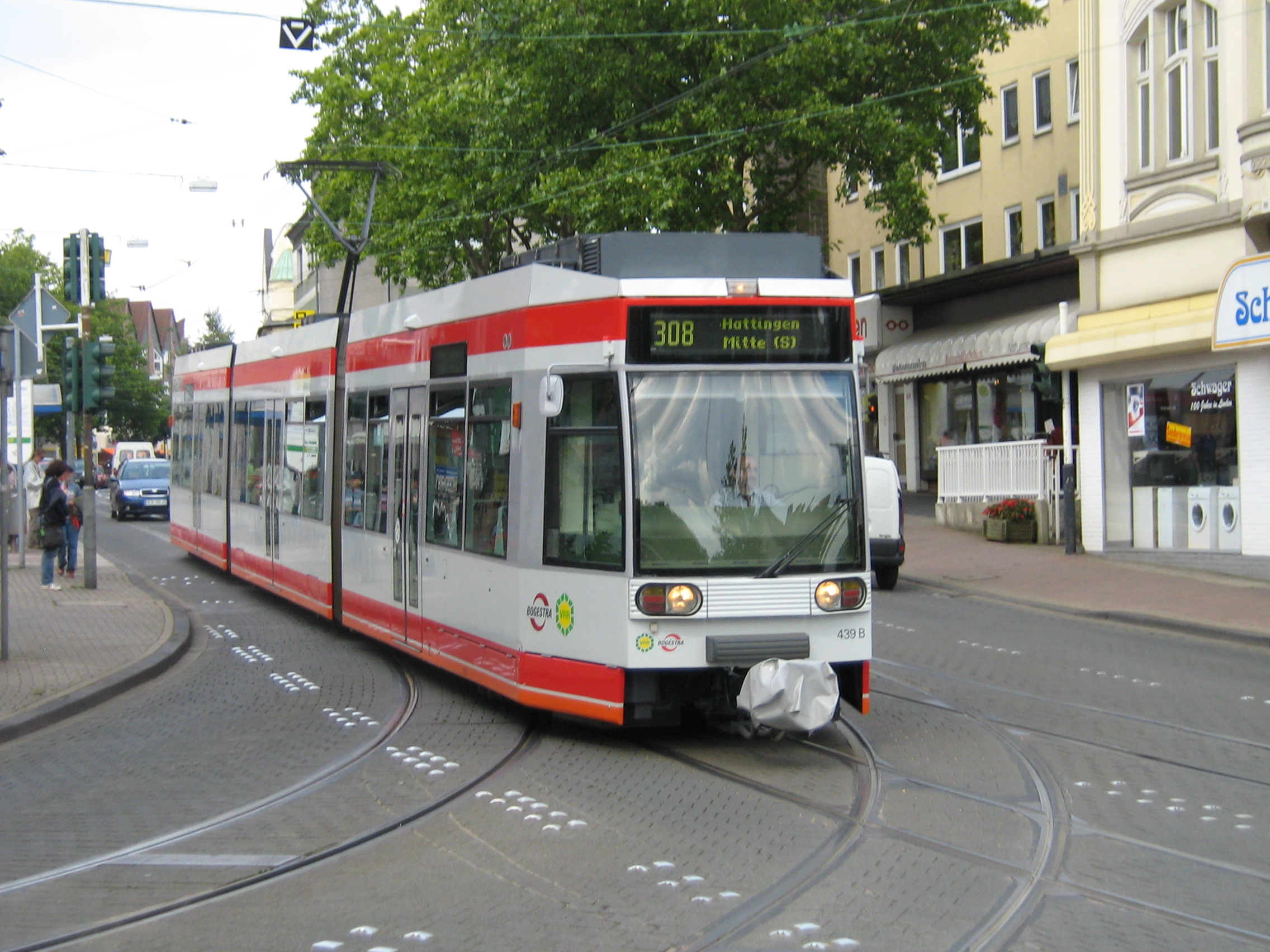
Straßenbahn
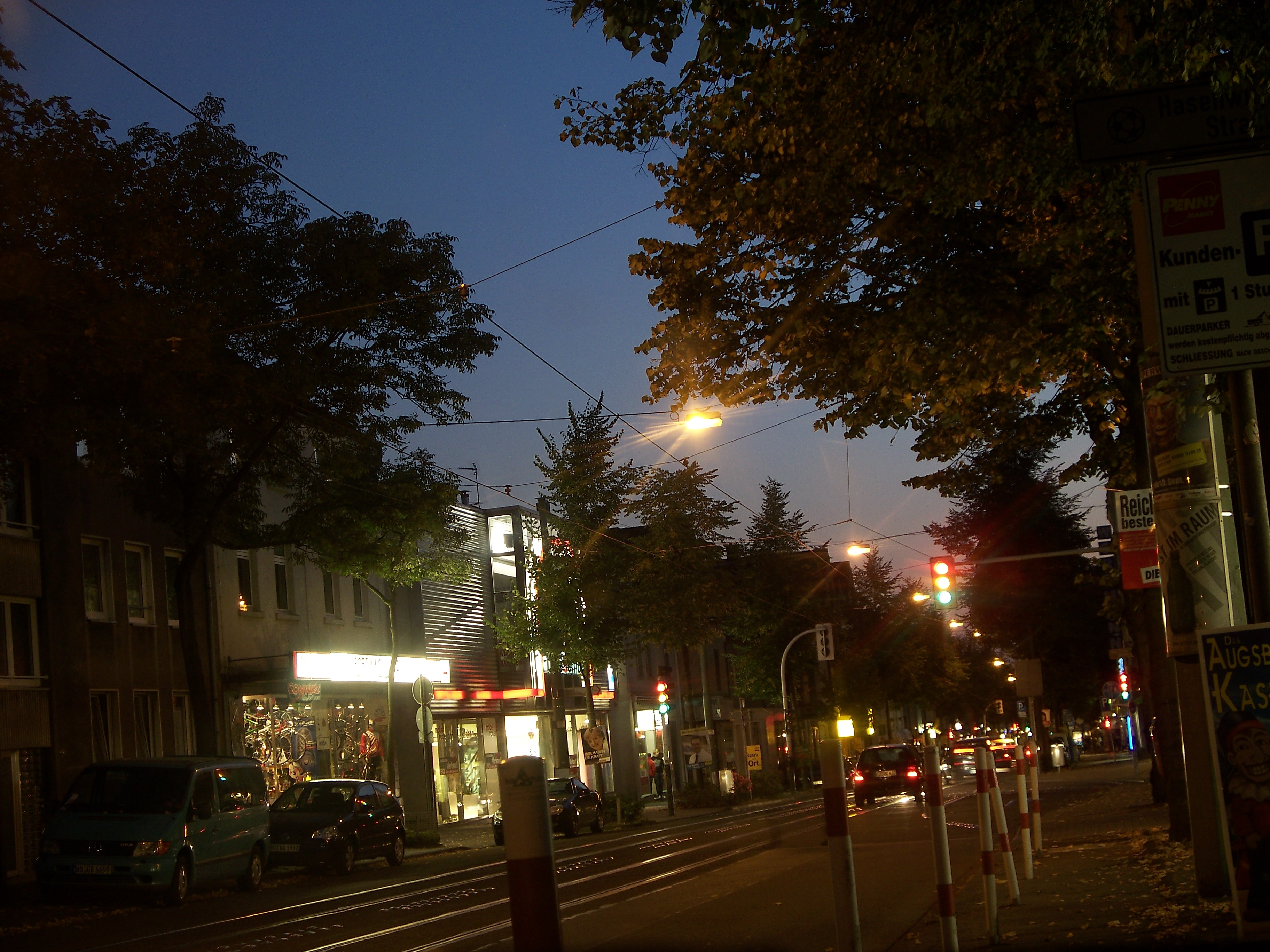
Linden abends
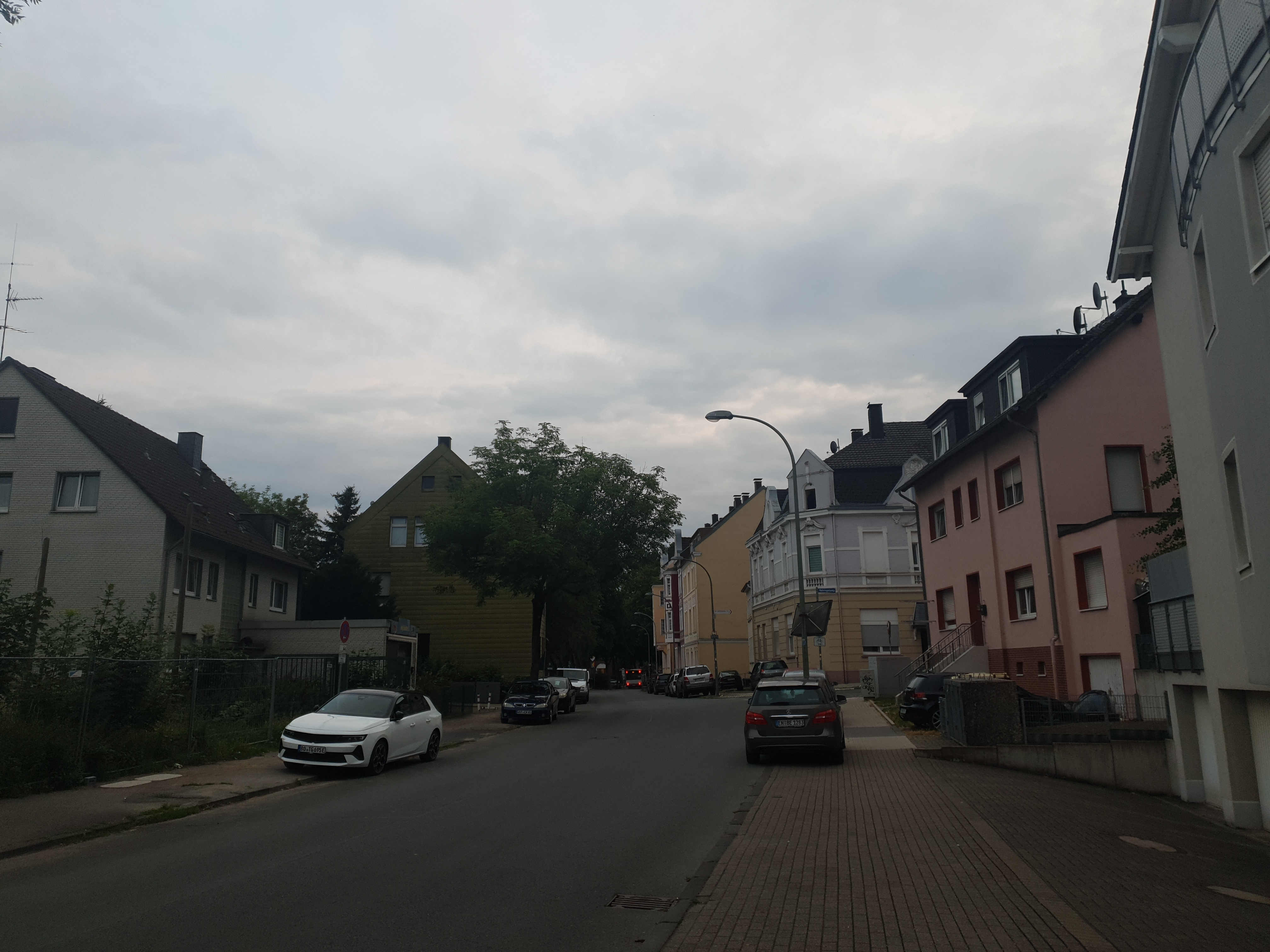